# Platygraphis
Platygraphis és un gènere monotípic d'arnes de la família Crambidae descrita per Harrison Gray Dyar Jr. el 1918. La seva única espècie, Platygraphis isabella, descrita en un mateix document, es troba a Mèxic.